# Acide perfluorononanoïque
L'acide perfluorononanoïque (PFNA) est un acide carboxylique perfluoré de formule chimique C8F17COOH. Ce tensioactif fluoré synthétique stable est un polluant bioaccumulable dont on ne connaît pas de processus de dégradation naturel. Il s'agit d'un acide fort très réactif dont la base conjuguée C8F17COO− (anion perfluorononanoate) forme des sels, notamment avec l'ammonium NH4+. Son efficacité comme tensioactif provient de sa chaîne latérale fluorée lipophobe : il se concentre à l'interface eau-air et fait chuter la tension superficielle jusqu'à la moitié de la valeur que peuvent atteindre les tensioactifs hydrocarbonés ; les acides carboxyliques perfluorés ne sont tensioactifs qu'entre 5 et 9 atomes de carbone.
Outre l'isomère linéaire, il existe 88 isomères de constitution ramifiés possibles du PFNA.